# Arnhem Central
Arnhem Central es una biorregión provisional australiana que se encuentra en el Territorio del Norte, comprende un área de 3 462 433 hectáreas (8 555 850,7 acre) del centro de la Tierra de Arnhem, en el extremo superior (Top End) del Territorio del Norte.
La biorregión se caracteriza por un terreno de pendiente suave con colinas bajas dispersas y escapadas. La vegetación de bosques abiertos y bosques está dominada por Eucalyptus tetrodonta. Casi toda la tierra es propiedad de los aborígenes. No hay industrias importantes. La biorregión está escasamente poblada, y Numbulwar es la comunidad más grande.